# سكيراء ثمانية الأبواغ
سكيراء ثمانية الأبواغ (الاسم العلمي: Schizosaccharomyces octosporus) هي نوع من الفطريات يتبع جنس السكيراء من الفصيلة السكيراوية.